# Nakata Kentaro
Kentaro Nakata (sinh ngày 13 tháng 5 năm 1989) là một cầu thủ bóng đá người Nhật Bản.

## Sự nghiệp câu lạc bộ
Kentaro Nakata đã từng chơi cho Yokohama FC và Matsumoto Yamaga FC.